# Grumman S-2 Tracker
 (mars 2018).
Le Grumman S-2 Tracker (précédemment nommé S2F) fut le premier avion embarqué spécifiquement construit pour assurer de façon autonome la lutte anti-sous-marine (ASM) à entrer en service dans l'United States Navy. Il remplace l'AF-2 Guardian qui nécessitait une patrouille de deux avions, l'un embarquant l'équipement de détection et l'autre emportant les armes.

## Conception[1]
En 1950, Grumman démarra le projet G-89 à la demande de l'US Navy qui souhaitait un nouvel avion embarqué de lutte ASM, capable d'emporter à la fois le système de détection et le système d'armes. Le programme prit plus deux ans de retard à cause de la guerre de Corée, Grumman devant se focaliser sur la production des F9F Panther. Le prototype XS2F-1 Sentinel fit son premier vol le 2 décembre 1952, et 2 exemplaires furent construits. Ils furent suivis de 15 YS2F-1 de pré-production, qui servirent aux différents tests de validation de l'appareil.
La première version S2F-1 entra en service en février 1954 au sein de la VS-26, avec des moteurs légèrement plus puissants et la dénomination officielle de "Tracker". Ce fut la version construite en le plus grand nombre avec 740 avions, auxquels il faut ajouter 43 autres produits sous licence par De Havilland Canada avec des modifications mineures, sous la désignation CS2F-1. De nombreux exemplaires de l'US Navy furent mis à jour par la suite avec de nouveaux sonars (système actif Julie et système passif Jezebel), recevant alors la désignation S2F-1S.
La seconde version S2F-2 disposait d'une soute ventrale agrandie pour permettre l'emport de charges nucléaires, et d'une dérive agrandie pour compenser les changements aérodynamiques induits. Elle fut également produite par De Havilland Canada, sous la désignation CS2F-2.
La version S2F-3 fit son premier vol le 21 mai 1959 avec un fuselage et des ailes agrandies pour augmenter la capacité en carburant et la capacité en armement. La soute ventrale était réduite à celle de la version S2F-1, l'équipement ECM au-dessus du poste de pilotage déplacé à l'extrémité des ailes, et la capacité des bouées était doublée. Mise en service à partir de 1961, cette version fut suivie par la S2F-3S avec de nouveaux sonars (système actif Julie et système passif Jezebel). Enfin, 50 avions furent modifiés pour pouvoir emporter et tirer le missile air-surface AGM-12 Bullpup.
Sur ce total de 1284 exemplaires construits, environ 400 furent par la suite modifiés :
- en avions d'entrainement au vol sur bimoteur et d'entrainement à la lutte ASM (TS-2A)
- en avions de transport léger ou de tractage de cibles (US-2A/US-2B)

- en avion utilitaires et d'entrainement (US-2D)

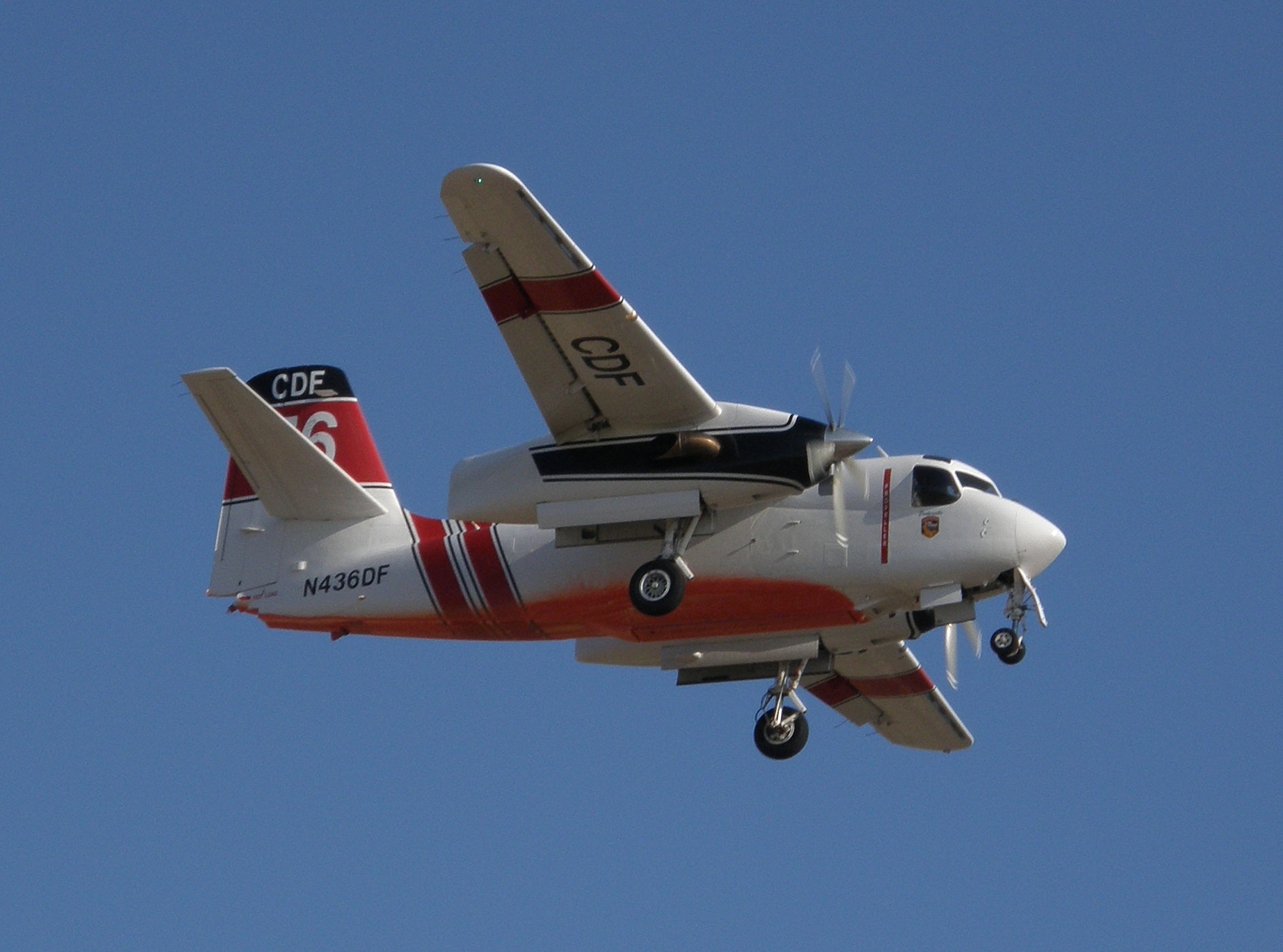
Un Tracker de lutte anti-incendie à Fox Field en Californie.

A la fin des années 1980, certains "Trackers" encore en service commencèrent à être re-motorisés avec des turbo-propulseurs Garrett TPE331 ou Pratt & Whitney PT6A de 1600 chevaux, équipés d'hélices à 4 ou 5 pales. Ces avions sont généralement désignés "Turbo Tracker".
Enfin, de nombreux "Trackers" mis à la retraite par l'US Navy ou la RCAF furent vendus à des opérateurs civils et modifiés en avion de lutte anti-incendie, emportant alors plus de 3000 litres de liquide retardant dans leur soute ventrale. Conair a ainsi créé le "Firecat" (premier vol en 1978, 35 avions modifiés pour le Canada et la France), tandis que le California Department of Forestry and Fire Protection (en) a reçu ses premiers S-2A de lutte anti-incendie en 1974 et en a employé plusieurs dizaines. A la fin des années 1980, ces avions commencèrent à être remplacés par le S2-T développé par la société Marsh Aviation (avions remotorisés avec des turbopropulseurs Garrett TPE331).

## Description

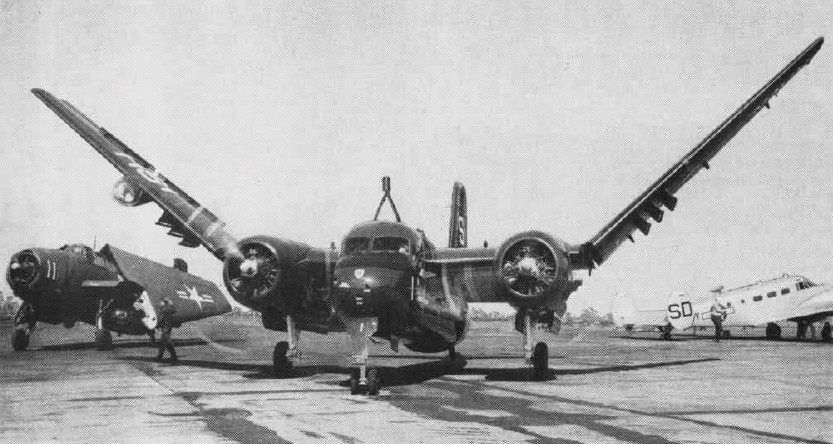
Un S2F-1 sur la base de Norfolk en Virginie en 1954

Le S-2 se présente sous la forme d'un bimoteur à ailes hautes à forts allongements. Il est pourvu d'un train tricycle, de deux moteurs en étoile Wright R-1820 Cyclone de 1500 chevaux actionnant des hélices tripales. Les ailes se repliaient au-dessus du fuselage pour permettre l'entreposage dans le hangar des porte-avions.
L'armement offensif se logeait à l'intérieur du fuselage et sur des points d'emport sous les ailes, tandis que 8 bouées acoustiques (16 à partir de la version S2F-3/S2-D) étaient placées dans chaque nacelle moteur. Un radar de recherche escamotable était installé à l'avant du fuselage, une perche MAD rétractable à l'arrière, et un projecteur de 70 millions de bougies dans un carénage sous l'aile. Il y avait également des systèmes de contre-mesures électroniques au-dessus du poste de pilotage.
L'équipage était composé d'un pilote, d'un copilote/navigateur, et de 2 opérateurs des systèmes de lutte ASM.

## Engagements
- Guerre du Viêt Nam (US Navy).
- Guerre des Malouines (Argentine).

## Variantes
- XS2F-1 Sentinel : prototype (2 exemplaires).
- YS2F-1 : version de pré-production (15 exemplaires).
- S2F-1 / S-2A Tracker : version initiale en service (740 exemplaires).
- S2F-1S / S-2B : S-2A mis à jour avec les sonars Jezebel (passif) et Julie (actif).
- S2F-1T / TS-2A : S-2A destinés à l'entrainement au vol sur bimoteur et l'entrainement à la lutte ASM (200 avions modifiés).
- S2F-2 / S-2C : capacité d'emport de charges nucléaires (77 exemplaires).
- S2F-3 / S-2D : structure agrandie, capacité d'emport augmentée (100 exemplaires).
- S2F-3S / S-2E : S-2D mis à jour avec les sonars Jezebel (passif) et Julie (actif) (252 exemplaires).
- S2F-3U / US-2D : S-2D destinés au transport léger et à l'entrainement (54 avions modifiés).
- S-2F : mise à jour du système de traitement du signal des bouées acoustiques (certains S2-B et S2-E modifiés).
- S-2G : S-2E mis à jour pour l'emport de missiles air-surface AGM-12 Bullpup (50 avions modifiés).
- US-2A : S-2A destinés au transport léger ou au tractage de cibles (54 avions modifiés).
- US-2B : S-2B destinés au transport léger ou au tractage de cibles (75 avions modifiés).
- CS2F-1 : S-2A construits sous licence par De Havilland Canada (43 exemplaires).
- CS2F-2 : S-2C construits sous licence par De Havilland Canada (57 exemplaires).
- CP-121 : mise à jour majeure des exemplaires canadiens.
- ES-2D : version destiné au Pacific Missile Range Facility, la dernière retiré de l'US Navy durant l’été 1986 (un avion modifié)[2].

## Développement ultérieur
- TF-1 / C-1 Trader : version de transport - voir article détaillé.

- WF-2 / E-1 Tracer : version de détection et de commandement aéroporté - voir article détaillé.

- Firecat et TurboFirecat : version de lutte anti-incendie développée par Conair - voir article détaillé.

## Utilisateurs
- Argentine
- Australie
- Brésil

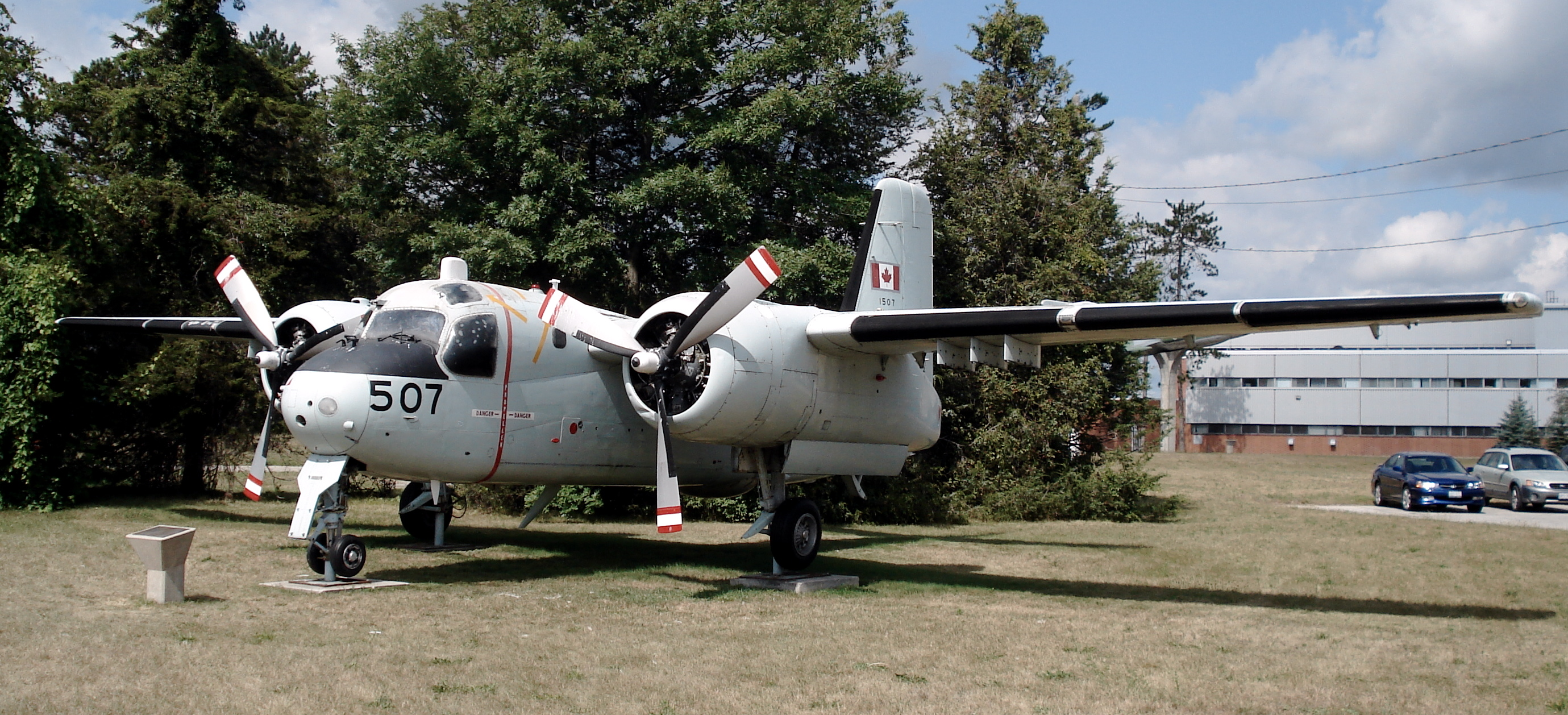
Un CS2F-2 Tracker canadien exposé à la BFC Borden.

- Canada (construits sous licence par De Havilland Canada).
- Corée du Sud : Marine de la République de Corée, au moins 28 provenant des stocks de l’US Navy, entre mai 1976 et mars 2001[3].
- Pays-Bas : Aéronautique navale néerlandaise
- Italie
- Pérou
- Japon
- Taïwan (S-2T)
- États-Unis

### Développement lié
- Grumman C-1 Trader
- Grumman E-1 Tracer

### Aéronefs comparables
- Grumman AF Guardian
- Fairey Gannet
- Breguet Alizé
- Lockheed S-3 Viking